# Sånga socken, Ångermanland
Sånga socken i Ångermanland ingår sedan 1974 i Sollefteå kommun och motsvarar från 2016 Sånga distrikt.
Socknens areal är 78,00 kvadratkilometer, varav 76,50 land. År 2000 fanns här 248 invånare. Kyrkbyn Sånga med sockenkyrkan Sånga kyrka ligger i socknen. 

## Administrativ historik
Sånga socken bildades på 1400-talet genom en utbrytning ur Överlännäs socken. 
Vid kommunreformen 1862 övergick socknens ansvar för de kyrkliga frågorna till Sånga församling och för de borgerliga frågorna bildades Sånga landskommun. Landskommunen inkorporerades 1952 i Boteå landskommun och ingår sedan 1974 i Sollefteå kommun. Församlingen uppgick 2006 i Multrå-Sånga församling.
1 januari 2016 inrättades distriktet Sånga, med samma omfattning som församlingen hade 1999/2000.  
Socknen har tillhört fögderier, tingslag och domsagor enligt vad som beskrivs i artikeln Ångermanland.  De indelta båtsmännen tillhörde Andra Norrlands förstadels båtsmanskompani.

## Geografi
Sånga socken ligger kring Ångermanälven öster om Sollefteå. Socknen har odlingsbygd vid älven och är i övrigt en starkt kuperad skogsbygd.
Vid Ångermanälvens strand ligger Sångamon, som fram till 1899 var övningsplats för Västernorrlands beväringsbataljon.

### Geografisk avgränsning
Sånga socken har smala dalbygder längs Ångermanälven. I norr och söder ligger skogsmarker som är starkt brutna.
Socknen har ett kilformat område söder (sydväst) om Ångermanälven. Bredden vid "basen" längs södra älvstranden är cirka 2 kilometer. Närmast älven här ligger byarna Ås och Gårdnäs. Ådalsbanan passerar här (3 km genom denna sockendel). I söder höjer sig landskapet från den bördiga älvdalen mot kuperad skog. I skogsområdet ligger bl.a. Tvärlinjeberget, Svarttjärnsberget och vattnet Svarttjärnen. Söder härom passerar riksväg 90 (2 km genom socknen) och söder om denna ligger Svinåsen, på vars sluttning Gårdnäsbodarna ligger. Längre mot söder ligger Stugutjärnshöjden.
I den södra kilen gränsar socknen i väster mot Multrå socken och i öster mot Överlännäs socken. Detta gäller för övrigt även för socknens huvuddel norr om älven. 
Socknens sydspets ligger nästan vid Tunsjöån vid "tresockenmötet" Sånga-Multrå-Dal. Här är en skarp spets och gränsen går mot nordost vidare och gränsar mot Dals socken och Kramfors kommun på en sträcka av cirka 500 meter. Därefter ligger "tresockenmötet" Sånga-Dal-Överlännäs. Sånga socken gränsar därefter, i öster, fortsättningsvis mot Överlännäs socken. 
Norr om Ångermanälven ligger förutom Sånga kyrka och Sångamon, räknat från väster och längs älvdalen Väst-Para, Paramon och Para, den senare byn har Para hembygdsgård och ligger strax söder om Paraberget (198 m ö.h.). Längre norrut ligger mest skogsmarker, vilka dock bryts i norr av Björkåns dalgång med byarna Nyåkersberg, Brandberget och Krokån. Mitt på gränsen mot Överlännäs ligger Björksjöns by.
Vid Krokån ligger socknens nordspets och "tresockenmötet" Sånga-Överlännäs-Ed. Gränsen mot Överlännäs socken går härifrån österut cirka 1,5 km varefter den viker rakt söderut ända till Tunsjöån (se ovan). Gränsen mot Eds socken går från "tresockenmötet" västerut cirka 1,5 km. Därefter ligger ett "tresockenmötet" Sånga-Ed-Multrå. Från detta "tresockenmöte" går gränsen rakt söderut med Multrå socken i väster ända till Tunsjöån (se ovan). Detta innebär att Sånga socken i praktiken omges nästan helt av Multrå respektive Överlännäs.

## Fornlämningar
Man har funnit omkring 75 fornlämningar, varav 45 är bevarade och cirka 30 är borttagna. Från bronsåldern finns några rösen. De flesta lämningar utgörs dock av gravhögar från järnåldern. Det finns ungefär 90 fångstgropar.

## Namnet
Namnet (1303 Sungu) kommer från kyrkbyn som troligen övertagit namnet på bäcken öster om kyrkan, nu kallad Kvarnbäcken. Namnet innehåller troligen en variant av sjunga syftande på bäckens ljud.

## Befolkningsutveckling
| Befolkningsutvecklingen i Sånga socken, Ångermanland 1750–1990                                           | Befolkningsutvecklingen i Sånga socken, Ångermanland 1750–1990 | Befolkningsutvecklingen i Sånga socken, Ångermanland 1750–1990 | Befolkningsutvecklingen i Sånga socken, Ångermanland 1750–1990 | Befolkningsutvecklingen i Sånga socken, Ångermanland 1750–1990 |
| --- | -------------------------------------------------------------- | -------------------------------------------------------------- | -------------------------------------------------------------- | -------------------------------------------------------------- |
| |                                                                |                                                                |                                                                |                                                                |
| År |                                                                |                                                                | Folkmängd                                                      |                                                                |
| 1750 | 1750                                                           |                                                                | 133                                                            |                                                                |
| 1760 | 1760                                                           |                                                                | 135                                                            |                                                                |
| 1769 | 1769                                                           |                                                                | 176                                                            |                                                                |
| 1780 | 1780                                                           |                                                                | 181                                                            |                                                                |
| 1800 | 1800                                                           |                                                                | 196                                                            |                                                                |
| 1810 | 1810                                                           |                                                                | 193                                                            |                                                                |
| 1820 | 1820                                                           |                                                                | 240                                                            |                                                                |
| 1830 | 1830                                                           |                                                                | 310                                                            |                                                                |
| 1840 | 1840                                                           |                                                                | 310                                                            |                                                                |
| 1850 | 1850                                                           |                                                                | 438                                                            |                                                                |
| 1860 | 1860                                                           |                                                                | 476                                                            |                                                                |
| 1870 | 1870                                                           |                                                                | 524                                                            |                                                                |
| 1880 | 1880                                                           |                                                                | 629                                                            |                                                                |
| 1890 | 1890                                                           |                                                                | 745                                                            |                                                                |
| 1900 | 1900                                                           |                                                                | 721                                                            |                                                                |
| 1910 | 1910                                                           |                                                                | 680                                                            |                                                                |
| 1920 | 1920                                                           |                                                                | 715                                                            |                                                                |
| 1930 | 1930                                                           |                                                                | 689                                                            |                                                                |
| 1940 | 1940                                                           |                                                                | 677                                                            |                                                                |
| 1950 | 1950                                                           |                                                                | 609                                                            |                                                                |
| 1960 | 1960                                                           |                                                                | 457                                                            |                                                                |
| 1970 | 1970                                                           |                                                                | 317                                                            |                                                                |
| 1980 | 1980                                                           |                                                                | 320                                                            |                                                                |
| 1990 | 1990                                                           |                                                                | 325                                                            |                                                                |
| Anm: Källor: Umeå universitet - Tabellverket 1749-1859, Demografiska databasen, CEDAR, Umeå universitet. |                                                                |                                                                |                                                                |                                                                |